# Codex Vaticanus Graecus 1209

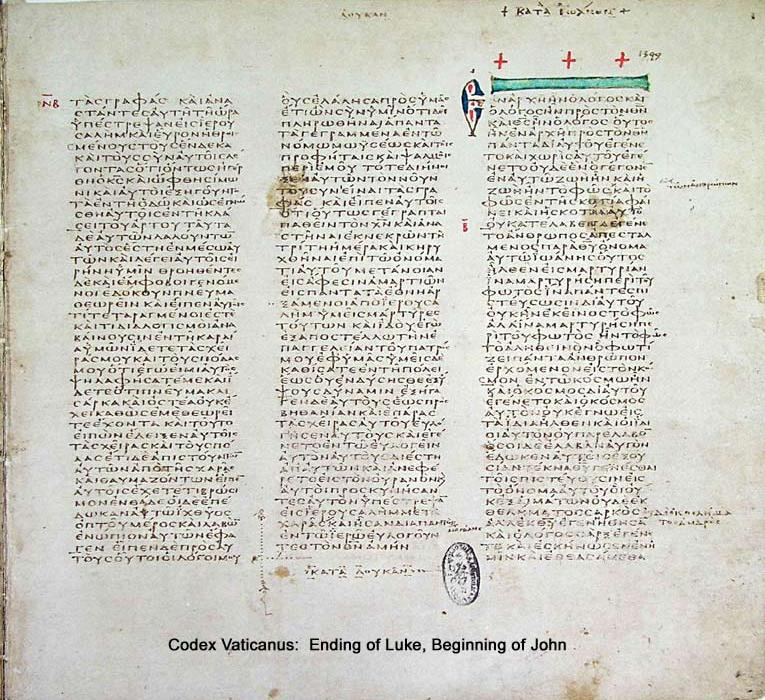
Ende des Lukasevangeliums und Beginn des Johannesevangeliums

Der Codex Vaticanus Graecus 1209 (Bibl. Vat., Vat. gr. 1209; no. B oder 03 nach Gregory-Aland, δ 1 von Soden) ist eine Pergamenthandschrift mit dem fast vollständigen Text des Alten und Neuen Testaments in griechischer Sprache. Sie wurde im 4. Jahrhundert in Unzialen (Majuskelschrift) geschrieben.
Der Codex Vaticanus gilt zusammen mit dem Codex Sinaiticus als die bedeutendste griechische Handschrift der Bibel.

## Beschreibung
Der Codex Vaticanus besteht aus 733 Blättern (Folios), von denen 591 mit dem alttestamentlichen Text und 142 mit dem neutestamentlichen beschrieben sind. Der alttestamentliche Teil ist fast vollständig erhalten, im Neuen Testament fehlt der Teil ab Hebräerbrief 9,14. Die Pastoralbriefe (1. und 2. Timotheus, Titus, Philemon) und die Offenbarung des Johannes wurden im 15. Jahrhundert neu geschrieben und sind gesondert als Minuskel 1957 katalogisiert. Es ist nicht klar, ob zum Originalmanuskript vielleicht noch andere apokryphe Bücher gehörten (wie im Codex Sinaiticus und im Codex Alexandrinus) und ob die Offenbarung schon dazugehörte.
Die ersten 31 Blätter (Gen. 1,1–46,28a) und weitere 10 Blätter (Ps 105,27–137,6b) wurden ebenfalls im 15. Jahrhundert neu geschrieben.
Die Arbeit wurde von zwei Schreibern ausgeführt, von denen einer das ganze Neue Testament schrieb. Vermutlich im 10. Jahrhundert wurde die sehr verblichene Schrift von einem Mönch säuberlich nachgezogen. Dabei wurden auch die fehlenden Teile in Minuskelschrift hinzugefügt.
Das Format ist 27 × 27 cm (die Blätter waren früher größer), der Text ist in drei Spalten mit 40–44 Zeilen (im Neuen Testament 42 Zeilen) und 16–18 Buchstaben je Zeile geschrieben. Dreispaltige Handschriften sind ziemlich ungewöhnlich. In einigen poetischen Büchern des Alten Testaments ist der Text zweispaltig. Das Pergament ist sehr zart und fein.
Die Unzialbuchstaben sind klein, einfach und ohne Unterbrechung geschrieben. Die Ammonianischen Abschnitte des Eusebischen Kanons und der Euthalianische Apparat fehlen.

## Altes Testament

### Bedeutung

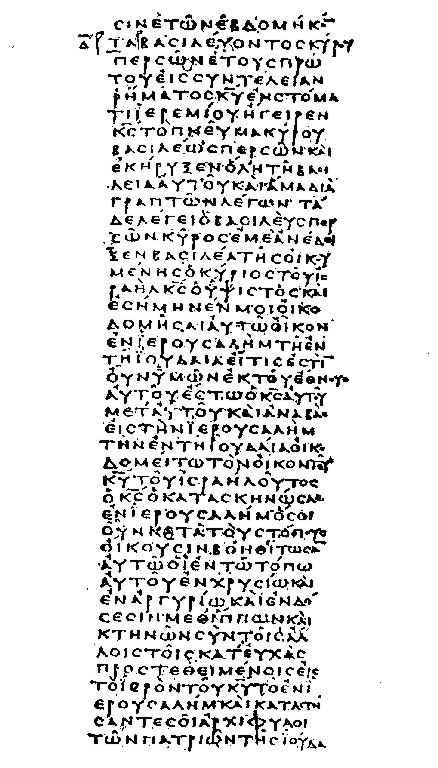
1. Esra 1,55–2,5

Der Codex Vaticanus ist die älteste vollständige griechische Handschrift des Alten Testaments und gilt für viele Bücher auch als die beste Handschrift der Septuaginta-Fassung. Beide Ausgaben der Cambridger Septuaginta basieren auf einer diplomatischen Wiedergabe des Textes des Codex Vaticanus – sowohl die Handausgabe von Henry Barclay Swete als auch die (unvollendet gebliebene) große kritische Ausgabe von Alan England Brooke, Norman McLean und Henry St. John Thackeray. Letztere ist für die Bücher Josua–2. Könige, in denen die Göttinger Septuaginta noch nicht erschienen ist, bis heute die einzige wissenschaftliche Ausgabe mit umfassendem textkritischem Apparat. Dagegen bieten die Göttinger Septuaginta und die Handausgabe von Alfred Rahlfs einen eklektischen Text. Doch auch diesen dient der Codex Vaticanus für die meisten Bücher als wichtigster Textzeuge der ältesten Septuaginta.
Allerdings enthält der Codex Vaticanus nicht in allen Büchern den Text der alten Septuaginta. Ausnahmen bilden etwa das Corpus der Danielschriften, wo der Codex Vaticanus (wie fast alle griechischen Handschriften) den Theodotiontext enthält, und das Jesajabuch, wo er den hexaplarischen Text bietet. Der Text der Genesis ist bis Gen 46,27  früh verlorengegangen und im 15. Jahrhundert in Minuskelschrift ergänzt worden; hier ist der Codex daher textkritisch wertlos. Einen weiteren Sonderfall bilden die Geschichtsbücher Richter, Ruth (?), Teile von Samuel und Könige (2Sam 10 – 1Kön 2,11 und 1Kön 22 – 2Kön 25) sowie Chronik und Esdras-β. Hier liegt im Vaticanus wie in den meisten anderen griechischen Handschriften ein deutlich formal-hebraisierend überarbeiteter Text (sog. kaige-Text) vor; zum Teil ist auch in anderen Büchern des Alten Testaments eine ähnliche, wenn auch leichtere formale Anpassung des griechischen Textes an den hebräischen Bezugstext (z. B. in der Wortfolge) zu erkennen. Die Unterschiede gehen darauf zurück, dass als Vorlagen des Codex (bzw. seiner nicht erhaltenen Vorgänger) Schriftrollen unterschiedlicher Herkunft dienten.

### Inhalt
Die Reihenfolge der biblischen Bücher im Codex Vaticanus weicht von anderen Septuaginta-Handschriften teilweise ab. So schließen Esther, Judith und Tobit im Codex Vaticanus nicht an die Geschichtsbücher an, sondern sind erst nach den poetischen Schriften eingeordnet. Die Makkabäerbücher, die Oden und die Psalmen Salomos sind im Codex Vaticanus nicht enthalten.
Die folgende Tabelle listet die Bücher des Alten Testaments in der Reihenfolge des Codex Vaticanus auf. In der ersten Spalte ist die Seitenzahl im Codex angegeben, auf der das jeweilige Buch beginnt, in der zweiten Spalte der griechische Buchtitel, wie er im Codex als Überschrift erscheint, in der dritten und vierten Spalte die üblichen lateinischen und deutschen Buchbezeichnungen. In der letzten Spalte ist angegeben, wo die Bücher in der Ausgabe von Rahlfs bzw. Rahlfs–Hanhart zu finden sind.
Die Tabelle kann durch Anklicken der Pfeile im Tabellenkopf sortiert werden, entweder nach der Reihenfolge im Codex Vaticanus (erste Spalte) bzw. der Rahlfs-Septuaginta (letzte Spalte) oder alphabetisch nach den griechischen, lateinischen oder deutschen Buchnamen.
| Codex Vaticanus: Beginn auf Seite … | Buchname griechisch | Buchname lateinisch       | Buchname deutsch           | Rahlfs Beginn auf Seite … |
| ----------------------------------- | ------------------- | ------------------------- | -------------------------- | ------------------------- |
| 1                                   | ΓΕΝΕΣΙΣ             | Genesis                   | 1. Mose                    | 1                         |
| 47                                  | ΕΞΟΔΟΣ              | Exodus                    | 2. Mose                    | 86                        |
| 99                                  | ΛΕΥΙΤΙΚΟΝ           | Leviticus                 | 3. Mose                    | 158                       |
| 138                                 | ΑΡΙΘΜΟΙ             | Numeri                    | 4. Mose                    | 210                       |
| 191                                 | ΔΕΥΤΕΡΟΝΟΜΙΟΝ       | Deuteronomium             | 5. Mose                    | 284                       |
| 238                                 | ΙΗΣΟΥΣ              | Iosue                     | Josua                      | 354                       |
| 271                                 | ΚΡΙΤΑΙ              | Iudicum                   | Richter                    | 405                       |
| 304                                 | ΡΟΥΘ                | Ruth                      | Ruth                       | 495                       |
| 309                                 | ΒΑΣΙΛΕΙΩΝ Α'        | Regnorum I (Samuelis I)   | 1. Königtümer (1. Samuel)  | 502                       |
| 354                                 | ΒΑΣΙΛΕΙΩΝ Β'        | Regnorum II (Samuelis II) | 2. Königtümer (2. Samuel)  | 565                       |
| 395                                 | ΒΑΣΙΛΕΙΩΝ Γ'        | Regnorum III (Regum I)    | 3. Königtümer (1. Könige)  | 623                       |
| 442                                 | ΒΑΣΙΛΕΙΩΝ Δ'        | Regnorum IV (Regum II)    | 4. Königtümer (2. Könige)  | 693                       |
| 484                                 | ΠΑΡΑΛΕΙΠΟΜΕΝΩΝ Α'   | Paralipomenon I           | 1. Chronik                 | 752                       |
| 522                                 | ΠΑΡΑΛΕΙΠΟΜΕΝΩΝ Β'   | Paralipomenon II          | 2. Chronik                 | 811                       |
| 572                                 | ΕΣΔΡΑΣ Α'           | Esdrae I (Ezrae III)      | Esdras alpha (3. Esra)     | 873                       |
| 594                                 | ΕΣΔΡΑΣ Β'           | Esdrae II (Ezrae I–II)    | Esdras beta (Esra–Nehemia) | 903                       |
| 625                                 | ΨΑΛΜΟΙ              | Psalmi                    | Psalter (Psalmen)          | II, 1                     |
| 714                                 | ΠΑΡΟΙΜΙΑΙ           | Proverbia                 | Sprüche (Proverbien)       | II, 183                   |
| 750                                 | ΕΚΚΛΗΣΙΑΣΤΗΣ        | Ecclesiastes              | Prediger (Kohelet)         | II, 238                   |
| 763                                 | ΑΣΜΑ                | Canticum canticorum       | Hoheslied                  | II, 260                   |
| 769                                 | ΙΩΒ                 | Iob                       | Hiob (Ijob)                | II, 271                   |
| 809                                 | ΣΟΦΙΑ ΣΑΛΩΜΩΝΤΟΣ    | Sapientia                 | Weisheit Salomos           | II, 345                   |
| 831                                 | ΠΡΟΛΟΓΟΣ            | Prologus                  | Prolog zu Sirach           | II, 377                   |
| 832                                 | ΣΟΦΙΑ ΣΕΙΡΑΧ        | Ecclesiasticus            | Sirach                     | II, 378                   |
| 893                                 | ΕΣΘΗΡ               | Esther                    | Esther                     | 951                       |
| 908                                 | ΙΟΥΔΕΙΘ             | Iudith                    | Judith                     | 973                       |
| 930                                 | ΤΩΒΕΙΤ              | Tobias                    | Tobit                      | 1002                      |
| 945                                 | ΩΣΗΕ Α'             | Osea                      | Hosea                      | II, 490                   |
| 954                                 | ΑΜΩΣ Β'             | Amos                      | Amos                       | II, 502                   |
| 962                                 | ΜΙΧΑΙΑΣ Γ'          | Michaeas                  | Micha                      | II, 512                   |
| 968                                 | ΙΩΗΛ Δ'             | Ioel                      | Joel                       | II, 519                   |
| 972                                 | ΟΒΔΙΟΥ Ε'           | Abdias                    | Obadja                     | II, 524                   |
| 973                                 | ΙΩΝΑΣ Ϛ'            | Ionas                     | Jona                       | II, 526                   |
| 976                                 | ΝΑΟΥΜ Ζ'            | Nahum                     | Nahum                      | II, 530                   |
| 978                                 | ΑΜΒΑΚΟΥΜ Η'         | Habacuc                   | Habakuk                    | II, 533                   |
| 981                                 | ΣΟΦΟΝΙΑΣ Θ'         | Sophonias                 | Zephanja                   | II, 538                   |
| 984                                 | ΑΓΓΑΙΟΣ Ι'          | Aggaeus                   | Haggai                     | II, 542                   |
| 987                                 | ΖΑΧΑΡΙΑΣ ΙΑ'        | Zacharias                 | Sacharja                   | II, 545                   |
| 999                                 | ΜΑΛΑΧΙΑΣ ΙΒ'        | Malachias                 | Maleachi                   | II, 561                   |
| 1002                                | ΗΣΑΙΑΣ              | Isaias                    | Jesaja                     | II, 566                   |
| 1064                                | ΙΕΡΕΜΙΑΣ            | Ieremias                  | Jeremia                    | II, 656                   |
| 1127                                | ΒΑΡΟΥΧ              | Baruch                    | Baruch                     | II, 748                   |
| 1133                                | ΘΡΗΝΟΙ              | Lamentationes             | Klagelieder                | II, 756                   |
| 1140                                | ΕΠΙΣΤΟΛΗ ΙΕΡΕΜΙΟΥ   | Epistola Ieremiae         | Brief Jeremias             | II, 766                   |
| 1143                                | ΙΕΖΕΚΙΗΛ            | Ezechiel                  | Hesekiel (Ezechiel)        | II, 770                   |
| 1206                                | ΔΑΝΙΗΛ              | Daniel                    | Daniel                     | II, 864                   |
| n.enth.                             | (ΜΑΚΚΑΒΑΙΩΝ Α'–Δ')  | (Macchabaeorum I–IV)      | (1.–4. Makkabäer)          | 1039                      |
| n.enth.                             | (ΩΔΑΙ)              | (Odae)                    | (Oden)                     | II, 164                   |
| n.enth.                             | (ΨΑΛΜΟΙ ΣΟΛΟΜΩΝΤΟΣ) | (Psalmi Salomonis)        | (Psalmen Salomos)          | II, 471                   |

Anmerkungen zur Tabelle: 

1. ↑  Der Codex ist mit arabischen Seitenzahlen versehen, siehe die Digitalisierung unter digi.vatlib.it/view/MSS_Vat.gr.1209. Dort sind die einzelnen Scans mit den gleichen Zahlen versehen.
Die einzelnen Seiten können auch direkt angezielt werden, z. B. der Anfang des Buches Genesis (S. 1), Exodus (S. 47), oder Jeremia (S. 1064), und hochaufgelöste Scans können heruntergeladen werden, z. B. vom Anfang der Bücher Gen, Ex oder Jer.
2. ↑  Vgl. das griechische Inhaltsverzeichnis auf S.3 des Codex und die Überschriften der einzelnen Bücher.
3. ↑  Vgl. das lateinische Inhaltsverzeichnis auf der Homepage der Vaticana.
4. ↑  Rahlfs (Hrsg.), Septuaginta, Göttingen 1935, ISBN 3-438-05120-6.
5. ↑  Die einzelnen Seiten mit Apparat sind online über archive.org erreichbar. Am Anfang des Apparates der einzelnen Bücher steht jeweils eine Bemerkung, welche Rolle der Codex Vaticanus gr. 1209 (Siglum: B) spielt. In den meisten Büchern wird er als erster Zeuge genannt, vgl. z. B. die Anfänge der Bücher 
Ex und 
Jer, anders Gen.
6. 1 2 3 4 5 6 7 8  Das Erste und Zweite Buch Samuels (lateinisch Liber Samuelis) und das Erste und Zweite Buch der Könige (lateinisch Liber Regum) werden in der Septuaginta zusammen als die vier Bücher der Königtümer (lateinisch Regnorum) gezählt.
7. 1 2 3  Dieses erste Esra-Buch (Esdras alpha) der Septuaginta enthält eine ältere griechische Fassung des Esra-Buches und hat keine unmittelbare Entsprechung im Tanach. Es wird weder in der katholischen noch in der evangelischen Kirche zu den kanonischen Schriften gerechnet, steht aber in den modernen Vulgata-Ausgaben im Anhang, nach dem Neuen Testament. Dort (in der Vulgata) wird dieses Buch als Liber III Ezrae (3. Buch Esra) bezeichnet.
8. 1 2 3  Dieses zweite Esra-Buch (Esdras beta) der Septuaginta entspricht dem kanonischen Buch Esra–Nehemia im Tanach. In der Vulgata wird dieses Buch als  Ezrae I (Esr  Vul) und Ezrae II (Neh  Vul) gezählt, was leicht zu Verwechslungen führen kann.
9. ↑  Band II beginnt mit neuer Seitenzählung.
10. ↑  Normalisierte Schreibweise in Rahlfs, Septuaginta: ΣΩΦΙΑ ΣΙΡΑΧ.
11. ↑   Normalisierte Schreibweise in Rahlfs, Septuaginta: ΙΟΥΔΙΘ.
12. ↑   Normalisierte Schreibweise in Rahlfs, Septuaginta: ΤΩΒΙΤ.
13. ↑  Die Überschriften der zwölf kleinen Propheten in den griechischen Handschriften nennen nach dem Namen des Propheten in der Regel noch dessen Platzierung im Zwölfprophetenbuch.
14. ↑  So im Codex. Rahlfs und die meisten Handschriften haben ΑΒΔΙΟΥ.
15. ↑  Der Codex Vaticanus enthält das Danielbuch in der Theodotionfassung. Es schließt die sogenannten apokryphen Stücke ein und umfasst in dieser Reihenfolge Susanna, Daniel und Bel und Drakon.
16. 1 2 3  Diese Bücher sind im Codex Vaticanus nicht enthalten, können aber nach anderen Handschriften zur Septuaginta gezählt werden.

## Neues Testament
Der Text des Neuen Testaments gehört zum alexandrinischen Texttyp. Er wurde von Kurt Aland der Kategorie I (= ganz besondere Qualität) zugeordnet.
In den Evangelien begegnet eine Kapiteleinteilung, die sonst nur im Codex Zacynthius und der Minuskelhandschrift 579 vorkommt, wonach Matthäus 170, Markus 62, Lukas 152 und Johannes 80 Kapitel hat. In der Apostelgeschichte wird auf zwei Weisen geteilt, einmal in 36 und einmal in 69 Kapitel. Die zweite Einteilung steht auch im Codex Sinaiticus. Die katholischen Briefe und Paulusbriefe bieten eine alte Einteilung.
Es fehlt die Pericope Adulterae (Johannes 7,53–8,11).
1995 wurden in dem Codex Vaticanus sogenannte „Umlaute“ (..) entdeckt. Zwei horizontale Punkte am Rand des Textes, insgesamt rund 800 im Neuen Testament. Es wurde erkannt, dass diese Zeichen Stellen textlicher Unsicherheit markieren. Über das Datum ihrer Entstehung wird noch gestritten. Im oberen Bild rechts können zwei dieser Umlaute am linken Rand der linken Kolumne und einer in der Mitte des rechten Randes der mittleren Kolumne erkannt werden.

## Geschichte
Der Codex Vaticanus wurde im 4. Jahrhundert wahrscheinlich in Ägypten geschrieben. Allerdings sprechen auch gute Gründe für Caesarea in Palästina. Über die weitere Geschichte ist nichts bekannt. Spätestens seit 1475 (vielleicht schon seit 1448) befindet er sich in der Vatikanischen Bibliothek in Rom.

### Vaticanus und Erasmus
Erasmus von Rotterdam hatte keinen direkten Zugriff auf das Manuskript gewährt bekommen, um es für sein Novum Testamentum Omne zu untersuchen. Jedoch ließ er sich 1533 einige Abschriften aus dem Codex per Brief zuschicken. Die Textvarianten verzeichnete er dann in den Annotationes seiner 1535er Ausgabe. Übereinstimmungen mit der Vulgata waren Erasmus zwar verdächtig, doch er glaubte, die Lesart in Mk 1,1 sei im Vaticanus die korrekte.
{\displaystyle {\mathfrak {M}}} Ἀρχὴ τοῦ εὐαγγελίου Ἰησοῦ χριστοῦ, υἱοῦ τοῦ θεοῦ·
Bc Ἀρχὴ τοῦ εὐαγγελίου Ἰησοῦ χριστοῦ, υἱοῦ θεοῦ
B* Ἀρχὴ τοῦ εὐαγγελίου Ἰησοῦ χριστοῦ

### Codex Vaticanus online
- Biblioteca Apostolica Vaticana. Der Codex Vaticanus vollständig digitalisiert

### Pseudo-Faksimile
- Center for the Study of NT Manuscripts. Codex Vaticanus (Memento vom 5. Dezember 2012 auf WebCite) Pseudo-Faksimile
- Codex Vaticanus Nachdruck der Ausgabe von 1868.

### Artikel
- Der Codex Vaticanus
- Universität Bremen Detaillierte Beschreibung des Codex Vaticanus mit vielen Bildern und Diskussion der „Umlaute“. (Uni Bremen, englisch)